# Katrin Zschau
Katrin Zschau (Greifswald, 9 de junho de 1976) é uma política alemã do Partido Social-Democrata da Alemanha (SPD). Zschau tornou-se membro do Bundestag nas eleições federais alemãs de 2021 e representa o eleitorado de Rostock - Landkreis Rostock II.